# Crambus lathoniellus
Crambus lathoniellus  (лат.) — вид чешуекрылых насекомых из семейства огнёвок-травянок. Распространён в Европе и Азии. Обитают на влажных и сухих лугах, а также лесных полянах. Гусеницы питаются на листьях луговика; плетут листовые трубки. В анабиоз впадают в коконе в верхнем слое почвы между корней. Размах крыльев 15—22 мм. Передние крылья белые, светло-коричневые или коричневые.